# (4450) Pan
(4450) Pan és un asteroide que forma part dels asteroide Apol·lo i va ser descobert el 25 de setembre de 1987 per Eugene Merle Shoemaker i Carolyn Jean S. Shoemaker des de l'observatori Palomar, als Estats Units d'Amèrica.
Al principi va ser designat com 1987 SY.
Més tard, en 1991, es va anomenar així per Pan, un déu de la mitologia grega.

## Característiques orbitals
Pan està situat a una distància mitjana d'1,442 ua del Sol, i pot apropar-se fins a 0,5964 ua i allunyar-se'n fins a 2,288 ua. La seva excentricitat és 0,5865 i la inclinació orbital 5,52 graus. Triga a completar una òrbita al voltant del Sol 632,7 dies.
Pan és un asteroide proper a la Terra que pertany al grup dels asteroides potencialment perillosos.

## Característiques físiques
La magnitud absoluta de Pan és 17,1 i el període de rotació de 56,48 hores.